# 热喀斯特
热喀斯特指地表因地下冰融化而造成的地面下沉和滑塌过程，多发生在北极、青藏高原等多年冻土区。热喀斯特是多年冻土退化的表征之一，会影响工程建筑，破坏地表植被，导致生态系统退化，改变土壤的水文和碳氮循环过程等。

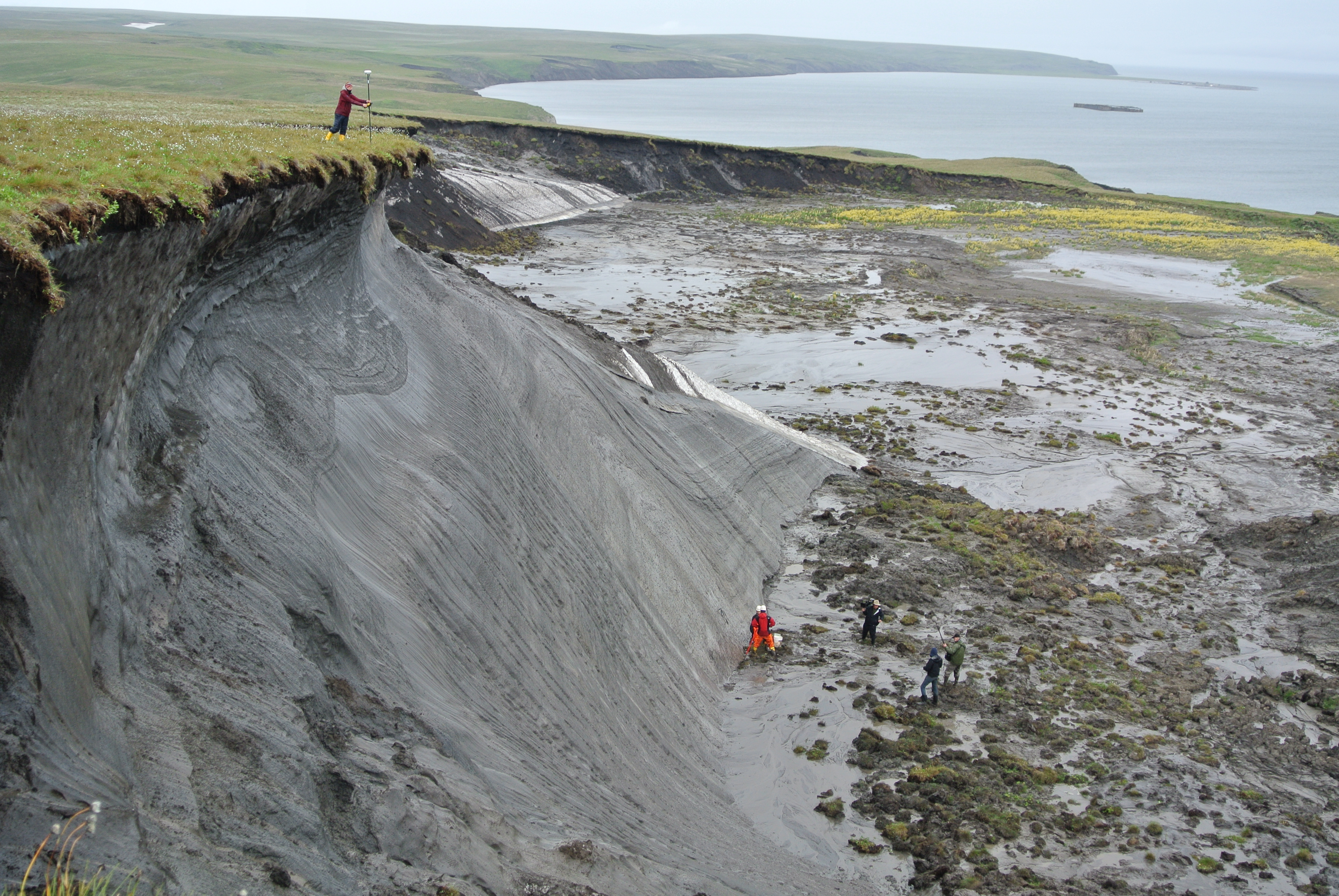
加拿大赫舍尔岛的多年冻土融化池
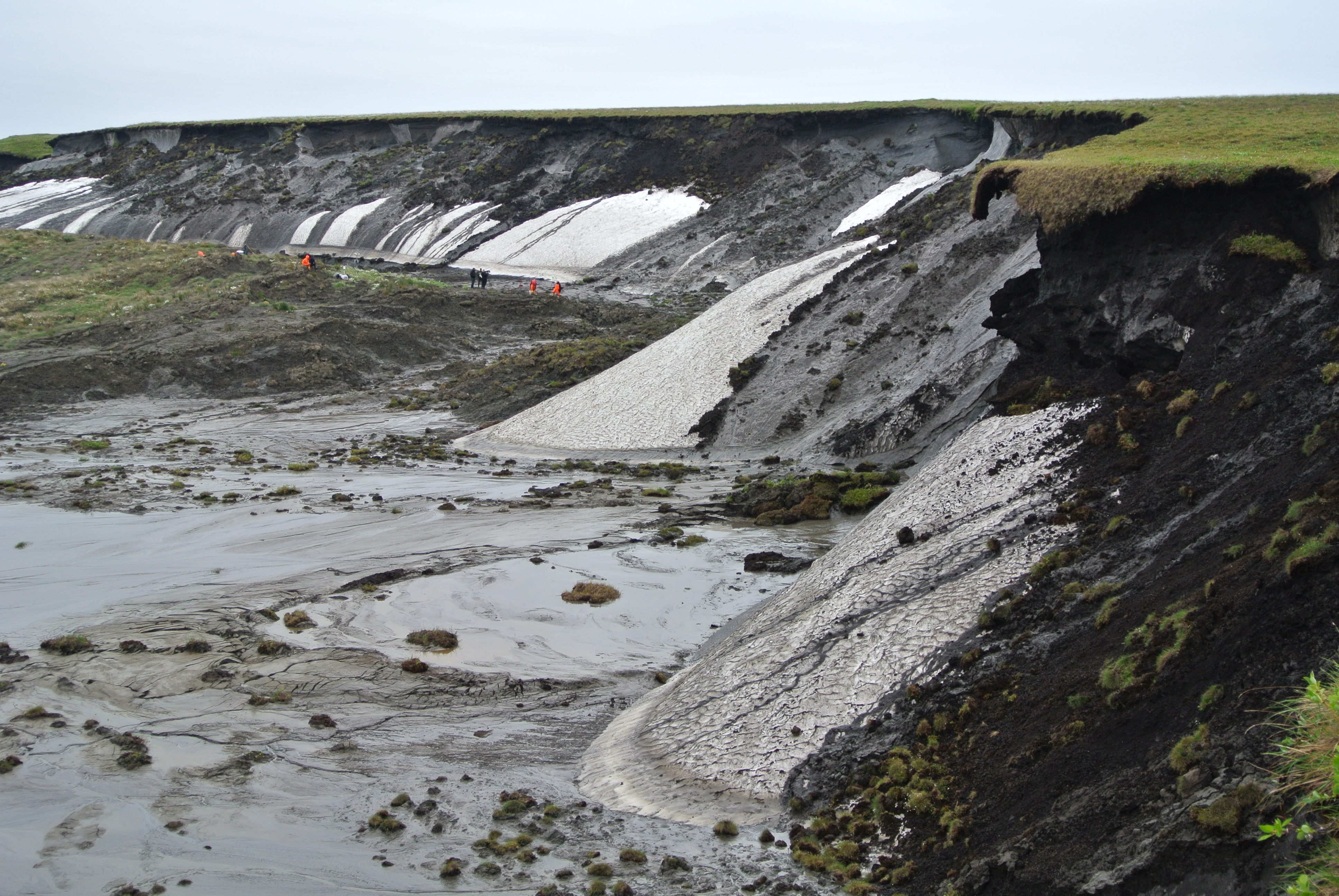
加拿大赫舍尔岛的多年冻土融化池
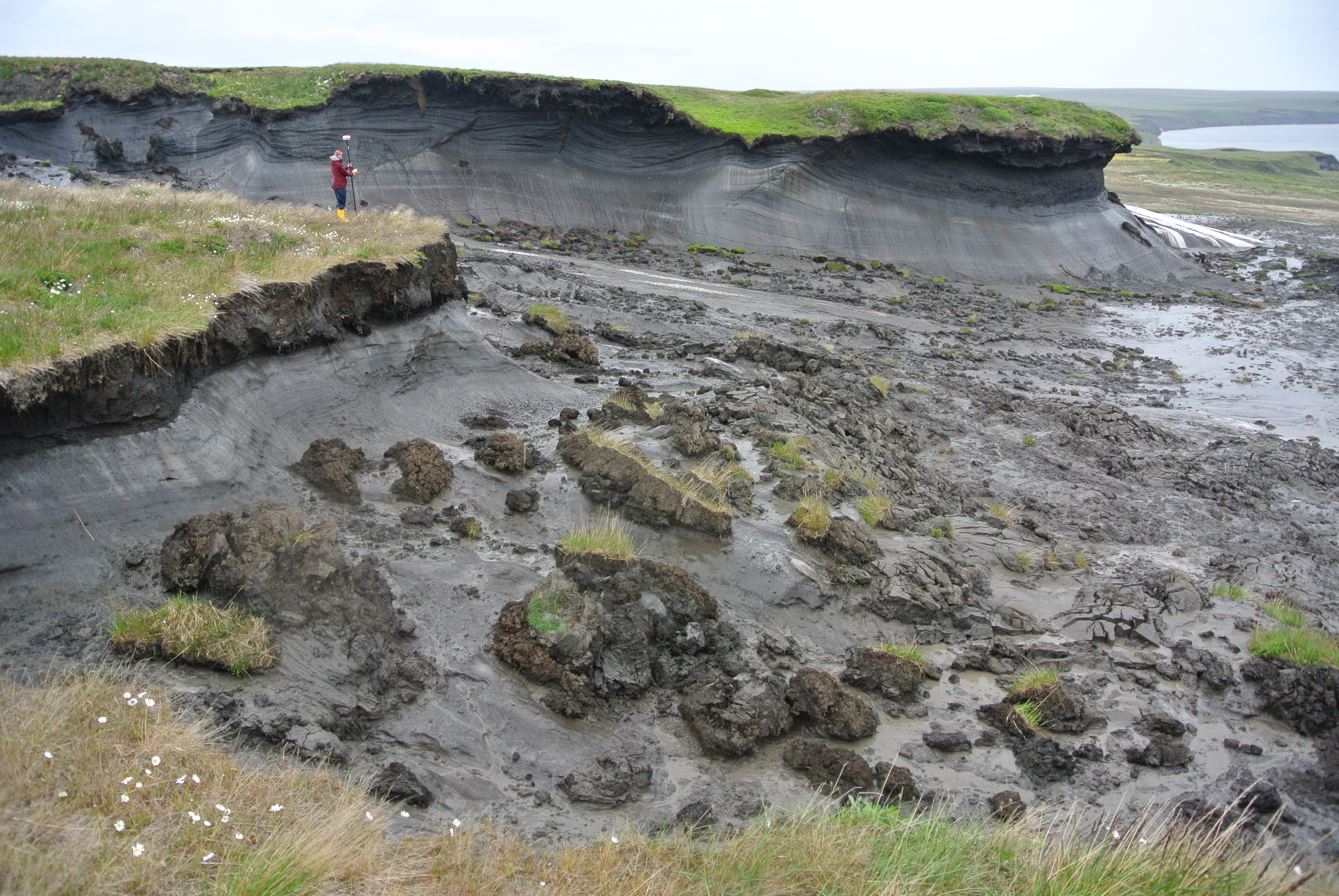
加拿大赫舍尔岛的多年冻土融化池
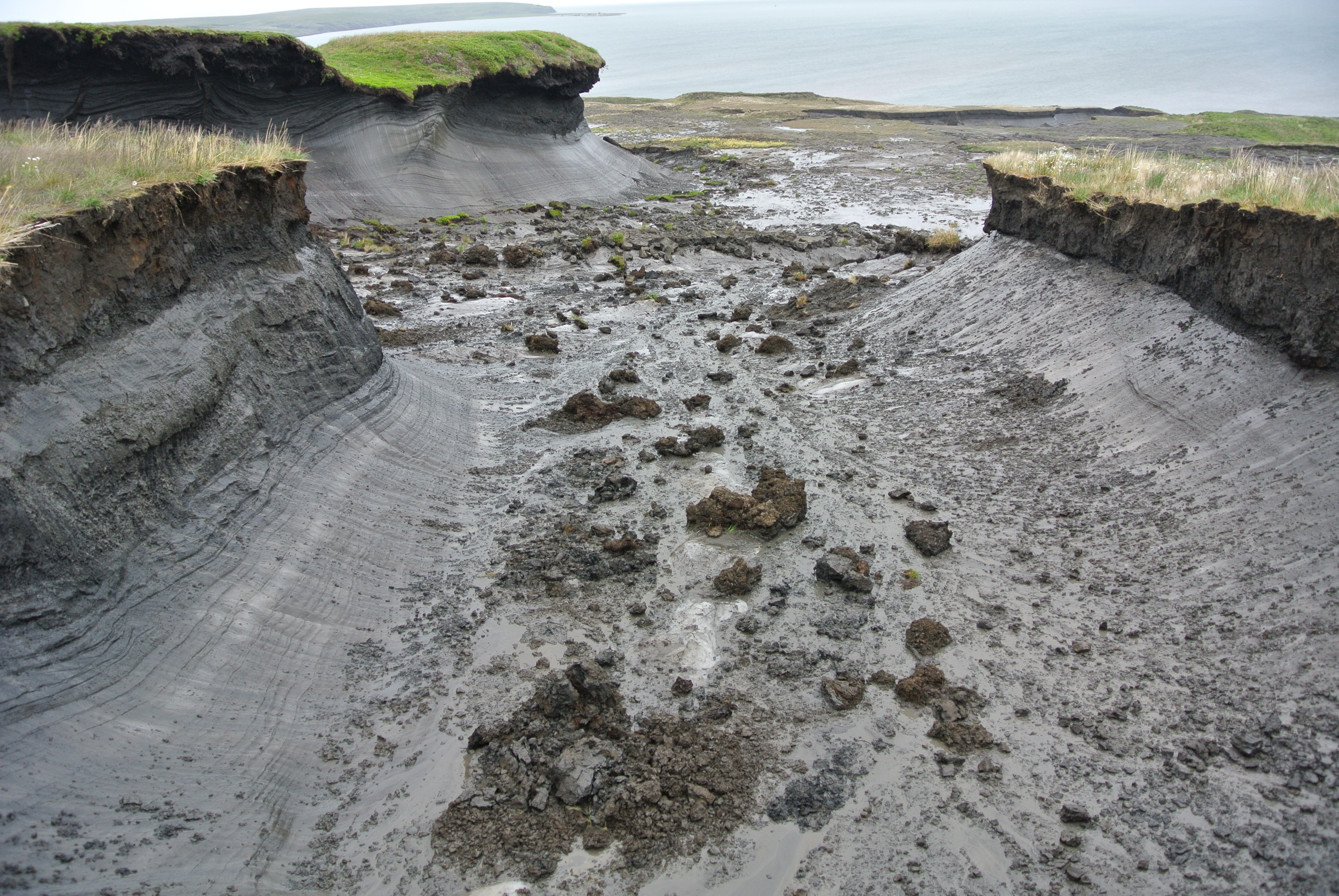
加拿大赫舍尔岛的多年冻土融化池
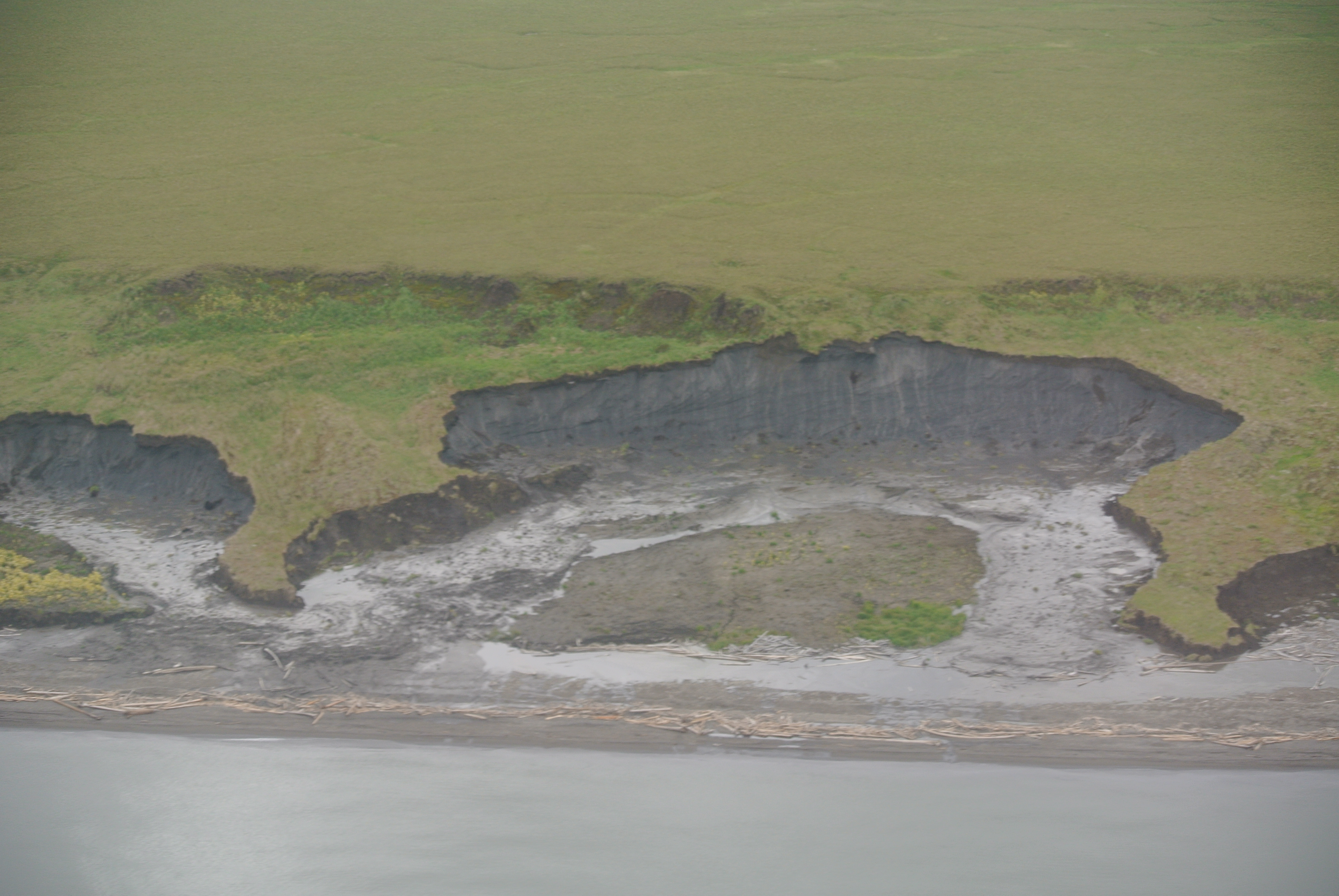
加拿大赫舍尔岛的多年冻土融化池
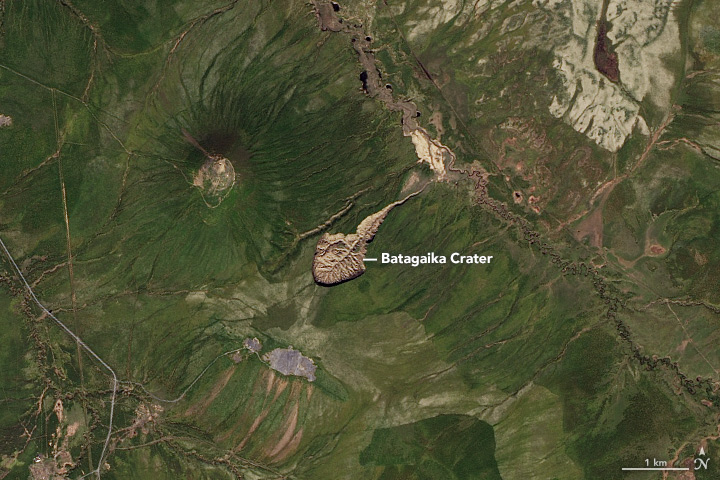
俄罗斯巴塔盖卡坑，被认为是世界上最大的巨型多年冻土坍塌